# Азра Акин
Азра Акин (нар. 8 грудня 1981, Алмело ) - турецька акторка, модель і танцюристка. Володарка титулу "Міс світу" 2002 року.

## Біографія
Народилася 8 грудня 1981 року у голландському місті Алмело у турецькій сім'ї. Її батьки, Назим і Айда, емігрували з Туреччини у 1971 році. У Азри є молодша сестра Дорук. У 1998 році, у віці 17 років, Азра була обрана елітною моделлю Туреччини. Брала участь у конкурсі елітних моделей Європи, що проходив у Ніцці, увійшла до 15 фіналісток. Після цього продовжила кар'єру моделі в Німеччині, працювала на компанію «Otto GmbH».
У 2002 році Акин виграла конкурс краси "Міс Туреччина", завдяки цьому взяла участь у конкурсі "Міс світу" і здобула перемогу  . Вона отримала корону та 156 тисяч доларів. Нагороду їй вручала переможниця конкурсу 2001 Агбані Дарего . У 2003 році, виконуючи обов'язки Міс Світу, Акин побувала у Великій Британії, Туреччині, США, Новій Зеландії, Ірландії, Ямайці, Австралії, Китаї та багатьох інших країнах. Стала особою багатьох благодійних акцій.
У 2003 році виграла золоту медаль на британському реаліті-шоу «The Games». У 2004 році позувала для листівок, присвячених міжнародному пісенному конкурсу "Євробачення-2004" – їх показували перед кожною піснею. У 2004 році знялась у кліпі «All My Life» турецького співака Мустафи Сандала. У 2010 році перемогла у шоу «Yok Boyle Dans» (турецький аналог «Танців з зірками»). У 2013 році була у складі журі «Міс світу 2013». У 2015 році була на вечорі, присвяченому відкриттю кінофестивалю в Каннах, як обчиччя компанії "LOreal"
Володіє турецькою, нідерландською та англійською мовами.

## Особисте життя
З 2004 року почала зустрічатися з актором Киванчем Татлитугом, пара розлучалася тричі, і у результаті в січні 2013 остаточно розлучилися. 26 серпня 2017 року одружилася з підприємцем, танцюристом Атаканом Кору, з яким зустрічалася 4 роки до весілля. 17 листопада 2019 року народила сина Деміра.

## Фільмографія

### Фільми
| Film       | Film                      | Film        | Film          |
| Рік виходу | Фільм                     | Роль        | Примітки      |
| ---------- | ------------------------- | ----------- | ------------- |
| 2015-2017  | Півраз Караель            | Чигдем      |               |
| 2014       | Полуниця                  | Чилек       |               |
| 2012       | М UCK                     | Еліф        |               |
| 2010-2011  | Велика родина             | Неше        |               |
| 2010       | Між двома послідовностями | Пелін       | ( Completed ) |
| 2009       | Розлука                   | Фіренгіз    |               |
| 2008       | Вітер                     | Лейла       |               |
| 2006       | Перше кохання             | Бахар       |               |
| 2005       | Teberik Şanssız           | Фулья       |               |
| 2004       | Розкажи, Стамбул          | Памук/Ідиль |               |
| 2004       | Під час дощу              | Ейлюль      |               |

### Телевізійні шоу
| Рік  | Назва                  | Роль             | Примітки |
| ---- | ---------------------- | ---------------- | -------- |
| 2015 | Miss World 2015        | грає саму себе   |          |
| 2012 | Muck                   | Elif             |          |
| 2009 | Ayrılık                | Firengiz Babayev |          |
| 2009 | Ah Kalbim              | грає саму себе   |          |
| 2008 | Rüzgar                 | Leyla            |          |
| 2005 | Barend en Van Dorp     | грає саму себе   |          |
| 2004 | Nationaal songfestival | грає саму себе   |          |
| 2004 | Yağmur Zamanı          | Eylül            |          |
| 2003 | The Games              | грає саму себе   |          |
| 2003 | Mister World 2003      | грає саму себе   |          |